# د نیبرهود
د نیبرهود (به انگلیسی: The Neighbourhood) (که گاهی به صورت «The NBHD» نوشته می‌شود) یک گروه آلترناتیو آمریکایی است که در سال ۲۰۱۱ در نیوبری پارک، کالیفرنیا تشکیل شد. این گروه از خواننده جسی راترفورد، گیتاریست‌ها جرمی فیریدمن و زاک آبلز، نوازندهٔ بیس میکی مارگوت و درامر براندون الکساندر فرید تشکیل شده‌است. بعد از انتشار دو آلبوم چندآهنگه به نام‌های «متاسفم …» و «متشکرم»، در ۲۳ آوریل ۲۰۱۳، د نیبرهود اولین آلبوم کامل خود به نام «دوستت دارم.» را از طریق کلمبیا رکوردز منتشر کرد. قبل از این آلبوم، تک آهنگ «هوای پلیور» که در سال 2012 منتشر شد، تنها تک آهنگ آنها بود که در ۱۰۰ آهنگ داغ بیلبورد قرار گرفت، این تک آهنگ در سال 2013 در رتبه 14 قرار گرفت و تقریباً یک دهه بعد در radio airplay و اسپاتیفای محبوبیت دوباره پیدا کرد و در تیک تاک وایرال شد، در نوامبر ۲۰۱۴، آلبوم چندآهنگهٔ «مجموعهٔ عشق» و یک میکس‌تیپ با عنوان «#000000 & #FFFFFF» منتشر شدند. دومین آلبوم کامل آنها به نام «درمانده!» در تاریخ ۳۰ اکتبر ۲۰۱۵ منتشر شد. در تاریخ ۹ مارس ۲۰۱۸، سومین آلبوم استودیویی به نام «د نیبرهود» منتشر شد. پیش از انتشار سومین آلبوم، دو آلبوم چندآهنگه نیز منتشر شد: «سخت» در ۲۲ سپتامبر ۲۰۱۷، که به مدت کوتاهی در بیلبورد ۲۰۰ قرار گرفت و «برای تصور» که در ۱۲ ژانویه ۲۰۱۸ منتشر شدند. پس از انتشار این آلبوم، آهنگ‌هایی از آلبوم‌های چندآهنگه که در فهرست ترانهٔ نهایی گنجانده نشده بودند، در آلبوم کوتاه دیگری به نام «تصورش سخت است» جمع‌آوری شدند.

## تاریخچه

### تشکیل و «دوستت دارم.» (۲۰۱۳–۲۰۱۱)
اعضای این گروه به توصیه مدیر خود، هجی کردن بریتانیایی کلمه «نیبرهود» (به معنی محله) را برای نام خود انتخاب کردند تا بتوانند خود را از گروهی که از املای آمریکایی این کلمه استفاده می‌کرد، متمایز کنند.

## اعضا

### کنونی
- جسی راترفورد - خوانندهٔ اصلی
- زاک آبلز - گیتار رهبر و ریتجشط ندر در درت
- جرمی فیریدمن - گیتار رهبر و ریتم، خوانندهٔ پشتیبان
- مایکل مارگوت - گیتار باس، خوانندهٔ پشتیبان
- براندون فرید - طبل، پرکاشن، خوانندهٔ پشتیبان

### سابق
- برایان الیور ساممیس - طبل، پرکاشن، خوانندهٔ پشتیبان

## آلبوم ها
- دوستت دارم (I love you) 2013
- محو شده! (wiped out!) 2015
- محله (the neighbourhood) 2018
- تراشه کروم و مونو-تونز (Chip Chrome & the Mono-Tones) 2020